# Визовая политика Беларуси

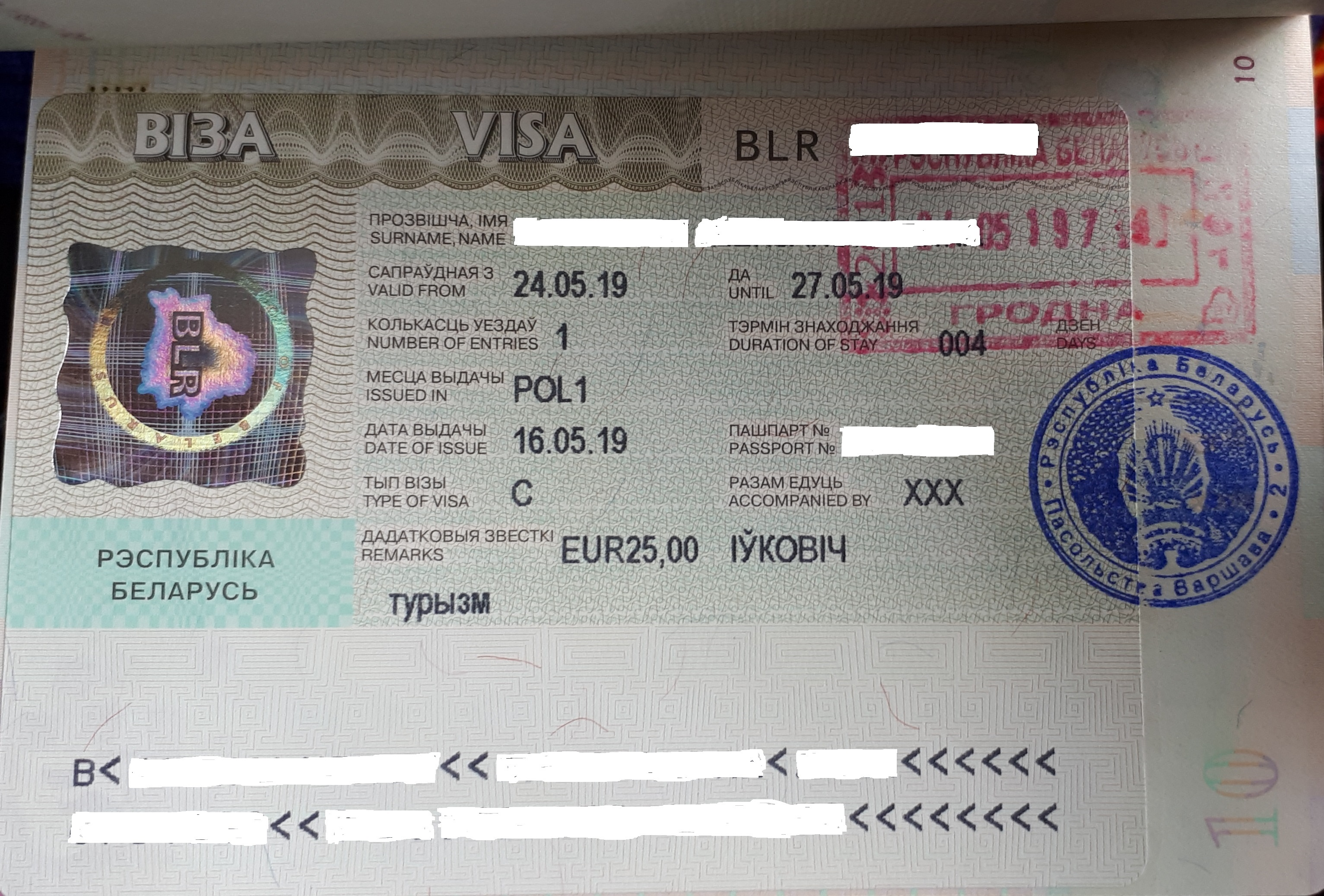
Белорусская туристическая виза, выданная в Польше

Визовая политика Беларуси состоит из требований, предъявляемых к иностранным гражданам для поездок в Республику Беларусь, въезда в данную страну и пребывания в ней. В соответствии с законодательством, посетители Беларуси должны получить визу в одной из дипломатических миссий Беларуси или по прибытии, если они не являются гражданами стран, освобождённых от виз.
В июле 2019 года Беларусь объявила о планах по внедрению системы электронных виз в 2020 году.
В 2022 году Беларусь ввела безвизовый режим на 90 дней для граждан Литвы, Латвии (включая неграждан Латвии), Польши. В 2024 году Беларусь дополнительно ввела безвизовый режим на 30 дней для многих стран Европы (для граждан Австрии, Андорры, Бельгии, Болгарии, Боснии и Герцеговины, Ватикана, Великобритании и Северной Ирландии, Венгрии, Греции, Дании, Ирландии, Исландии, Испании, Италии, Кипра, Лихтенштейна, Люксембурга, Мальты, Монако, Нидерландов, Норвегии, Португалии, Румынии, Сан-Марино, Северной Македонии, Словакии, Словении, Финляндии, Франции, Германии, Хорватии, Чехии, Швейцарии, Швеции и Эстонии (в том числе лица без гражданства, постоянно проживающие в Эстонии). По данным на начало 2025 года эти условия будут выполняться до 31 декабря 2025 года.

## Карта визовой политики

Визовая политика Беларуси
Беларусь
Безвизовый въезд (неограниченный период)
Безвизовый въезд (90 дней)
Безвизовый въезд (30 дней)
Безвизовый въезд только по прибытии самолётом (30 дней)
Требуется получение визы

## Освобождение от визы
По состоянию на 2022 год граждане следующих стран могут посещать Беларусь, не имея визы:
Бессрочное пребывание
- Азербайджан
- Армения
- Грузия
- Казахстан
- Кыргызстан
- Молдова
- Россия[a]
- Таджикистан
- Узбекистан

90 дней
- Аргентина
- Бразилия
- Венесуэла
- Израиль
- Монголия
- Украина

30 дней
- Албания
- Сербия
- Северная Македония[b]
- Черногория
- Китай
- Гонконг
- Макао
- Катар
- ОАЭ
- Турция
- Куба
- Сент-Китс и Невис
- Эквадор

30 дней безвизового режима до 31 декабря 2025 года
В 2022 году Беларусь ввела безвизовый режим на 90 дней для граждан Литвы, Латвии (включая неграждан Латвии), Польши. В 2024 году Беларусь дополнительно ввела безвизовый режим на 30 дней для многих стран Европы (для граждан Австрии, Андорры, Бельгии, Болгарии, Боснии и Герцеговины, Ватикана, Великобритании и Северной Ирландии, Венгрии, Греции, Дании, Ирландии, Исландии, Испании, Италии, Кипра, Лихтенштейна, Люксембурга, Мальты, Монако, Нидерландов, Норвегии, Португалии, Румынии, Сан-Марино, Северной Македонии, Словакии, Словении, Финляндии, Франции, Германии, Хорватии, Чехии, Швейцарии, Швеции и Эстонии (в том числе лица без гражданства, постоянно проживающие в Эстонии). По данным на начало 2025 года эти условия будут выполняться до 31 декабря 2025 года.
Безвизовый режим для владельцев дипломатических или служебных паспортов
- Босния и Герцеговина
- Венгрия
- Польша
- Румыния
- Словакия
- Бангладеш
- Индия
- Индонезия
- Иран
- Вьетнам
- Камбоджа
- КНДР
- Республика Корея
- Лаос
- Мьянма
- Оман[6]
- Сингапур[7]
- Сирия
- Таиланд
- Шри-Ланка
- Боливия[8]
- Гватемала
- Никарагуа
- Перу
- Сальвадор
- Уругвай
- Чили
- Алжир
- Египет
- ЮАР

## Виза по прибытии
Граждане следующих стран могут получить визу по прибытии через национальный аэропорт «Минск», за исключением рейсов, вылетающих в российские аэропорты и из них. Разрешённый срок пребывания по визе по прибытии составляет до 30 дней, с обязательной регистрацией при проживании более 5 дней.
17 октября 2021 года Беларусь ввела полноценный визовый режим с США; к гражданам Египта, Иордании, Ирана, Пакистана и ЮАР будет применяться безвизовый режим при наличии у них действующей многократной визы государств-членов Европейского Союза.
- Европейский союз
- Албания
- Андорра
- Босния и Герцеговина
- Великобритания
- Ватикан
- Исландия
- Лихтенштейн
- Монако
- Норвегия
- Сан-Марино
- Северная Македония
- Швейцария
- Бахрейн
- Вьетнам
- Индия
- Индонезия
- Иран
- Иордания
- Кувейт
- Ливан
- Малайзия
- Оман
- Пакистан
- Саудовская Аравия
- Сингапур
- Республика Корея
- Япония
- Канада
- Мексика
- Антигуа и Барбуда
- Барбадос
- Гаити
- Доминика
- Сальвадор
- Никарагуа
- Панама
- Перу
- Сент-Винсент и Гренадины
- Уругвай
- Чили
- Египет
- Гамбия
- Намибия
- Сейшельские Острова
- ЮАР
- Австралия
- Новая Зеландия
- Вануату
- Микронезия

## Брест-Гродно

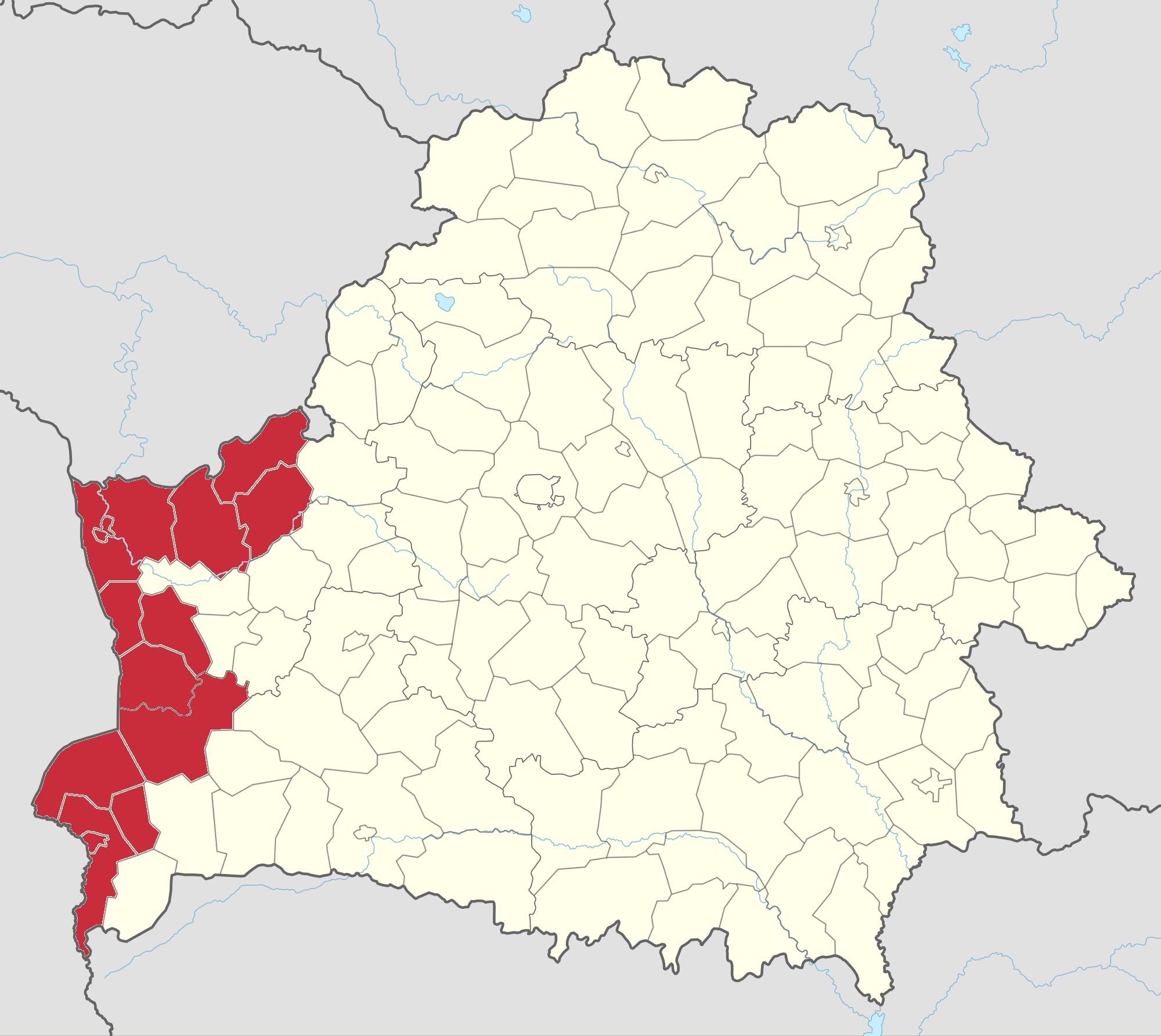
Регионы доступные для посещения в рамках программы безвизового туризма «Брест — Гродно»

С 2019 года, согласно указу Президента Беларуси, в рамках развития туризма в стране действует безвизовый режим на территории «Брест — Гродно». Безвизовую территорию составляют территории г. Бреста, Брестского, Жабинковского, Каменецкого, Пружанского районов Брестской области, г. Гродно, Берестовицкого, Волковысского, Вороновского, Гродненского, Лидского, Свислочского, Щучинского районов Гродненской области. При посещении Беларуси в рамках этой программы туристу необходимо оформить в беларуской туристической фирме специальный документ. Срок пребывания в стране до 15 суток.

## Статистика въезда иностранных граждан в Беларусь
| Год  | Посетители   |
| ---- | ------------ |
| 1995 | 160 600      |
| 1996 | ▲ 234 000    |
| 1997 | ▲ 253 500    |
| 1998 | ▲ 355 000    |
| 1999 | ▼ 74 900     |
| 2000 | ▲ 2 030 000  |
| 2001 | ▼ 1 852 000  |
| 2002 | ▲ 1 907 000  |
| 2003 | ▼ 1 729 000  |
| 2004 | ▲ 1 816 000  |
| 2005 | ▲ 4 738 000  |
| 2006 | ▲ 5 276 000  |
| 2007 | ▲ 5 283 000  |
| 2008 | ▼ 5 262 000  |
| 2009 | ▼ 4 872 000  |
| 2010 | ▲ 5 674 000  |
| 2011 | ▲ 5 877 000  |
| 2012 | ▲ 6 130 000  |
| 2013 | ▲ 6 242 000  |
| 2014 | ▼ 5 375 000  |
| 2015 | ▼ 4 386 000  |
| 2016 | ▲ 10 935 000 |
| 2017 | ▲ 11 060 000 |
| 2018 | ▲ 11 502 000 |
| 2019 | ▲ 11 832 000 |
| 2020 | ▼ 3 598 000  |
| 2021 | ▼ 787 000    |

### Комментарии
1. ↑  Также возможен въезд по внутреннему паспорту России
2. ↑  При наличии пригласительного письма или туристического ваучера